# Deutsche Illustrirte Zeitung
Die Deutsche Illustrirte Zeitung war eine von 1884 bis 1887 in sechs Bänden beim Berliner Verlags-Comptoir wöchentlich erscheinende Familienzeitschrift.
Das erste Heft erschien im August 1884, das letzte Heft zum 24. September 1887. Es war üblich, den Jahrgang im Oktober zu beginnen und im September des Folgejahres zu beenden, der Jahrgang wurde in zwei Bände geteilt, so dass insgesamt die Bände 1 bis 6 erschienen. Herausgeber und Redakteur war der Berliner Verleger Emil Dominik (1844–1896). Weitere Redakteure waren Fritz Schwartz, der Schriftsteller Hans Hoffmann, der spätere Chefredakteur der Illustrierten Die Woche Paul Dobert, Karl Felsen und zuletzt Ludwig Ziemssen. Beiträger waren unter anderem die Schriftstellerin Helene Stökl, die Romanautorin Emmy von Dincklage, der Bühnenautor Ludwig Fulda, der Literaturhistoriker und Publizist Gustav Karpeles oder der Schriftsteller Wilhelm Jensen, später bekannt durch seine Novelle Gradiva.
Die Zeitschrift hat rote Ganzleineneinbände. Das Format war, wie damals bei Unterhaltungsblättern üblich, Folio.
Nach Band 6 ging die Zeitung in der damals wohl auflagenstärkeren Über Land und Meer des Verlages Deutsche Verlagsanstalt, kurz DVA, Stuttgart auf, die den Titel in den folgenden Jahren als Untertitel weiterführte (Über Land und Meer. Deutsche illustrirte Zeitung).